# Jesús Manuel Alonso Jiménez
Jesús Manuel Alonso Jiménez, né le 13 mars 1966, est un homme politique espagnol membre du Parti socialiste ouvrier espagnol (PSOE).

## Biographie

### Vie privée
Il est célibataire.

### Profession
Il est avocat.

### Activités politiques
Il est élu maire d'Ágreda en 2007 et député à la députation de Soria de 1999 à 2016. Il en est troisième vice-président de 2015 à 2016.
Le 26 juin 2016, il est élu sénateur pour Soria au Sénat bien qu'étant situé en deuxième position sur les listes du PSOE alors que le parti n'a remporté qu'un seul siège. Il doit son élection au fait que les habitants de la commune dont il est maire ont très majoritairement voté pour lui et non pas pour la tête de liste socialiste.